# 法韋爾 (內布拉斯加州)
法韋爾（英語：Farwell）是位於美國內布拉斯加州霍華德縣的村。

## 人口
根據2020年美國人口普查的數據，法韋爾的面積為0.45平方千米，皆為陸地。當地共有人口138人，而人口密度為每平方千米307人。